# أيزو 26000
أيزو 26000 هو معيار دولي أطلقته المنظمة الدولية للمعايير (أيزو) في 1 تشرين الثاني / نوفمبر 2010 ليقدم توجهات بخصوص المسؤولية الاجتماعية والهدف منه هو المشاركة في عملية التنمية المستدامة العالمية من خلال تشجيع الشركات والمنظمات الأخرى على المشاركة في ممارسة المسؤولية الاجتماعية لتحسين هذه الممارسة على عمال هذه الشركات والمنظمات وبيئتها الطبيعية ومجتمعاتها.

## معيار توجيهي تطوعي لجميع المنظمات
يقدم المعيار أيزو 26000 دليل توجيهي عن سلوكيات المسؤولية الاجتماعية والأفعال الممكنة. يحتلف هذا المعيار عن المعايير الأخرى الأكثر انتشاراً المصممة للشركات والتي تستلزم تحقيق متطلبات معينة ضمن النشاطات كالتصنيع والإدارة والمحاسبة ورفع التقارير.
1. هو معيار توجيهي تطوعي وبالتالي هو لا يحتوي على متطلبات مثل تلك المعايير التي يمكن استخدامها للحصول على (شهادة مطابقة).
2. مصمم ليتم استخدامه من قبل جميع المنظمات، ليس فقط الشركات. المنظمات كالمستشفيات والمدارس والجمعيات الخيرية (غير الربحية) ... إلخ هي أيضاً متضمنة في المعيار
3. تم تطويره من خلال عملية تتضمن العديد من الجهات المهتمة واجتماعات ضمن ثمانية مجموعات عمل بجلسات عامة تم عقدها بين العامين 2005 و2010 بالإضافة إلى اجتماعات اللجنة واستشارات من خبراء عن طريق البريد الإلكتروني ضمن عملية استغرقت خمس سنوات. تقريباً خمسمائة مندوب ساهم في هذه العملية يمثلون ست قطاعات ذات صلة: قطاع الصناعة، القطاع الحكومي، المنظمات غير الربحية، النقابات العمالية، المستهلكين، وقطاع سادس يمثل الخدمات والدعم والأبحاث وباقي الجهات الأخرى وهم المستشارين والهيئات الأكاديمية بشكل رئيسي.

## المبادئ الأساسية والموضوعات الرئيسية ضمن أيزو 26000
المبادئ السبعة الأساسية والتي تعتبر كجدور سلوك المسؤولية الاجتماعية هي:
- المسؤولية
- الشفافية
- السلوك الأخلاقي
- احترام اهتمامات الجهات ذات الصلة.
- احترام القواعد والقوانين
- احترام قواعد السلوك الدولي
- احترام حقوق الإنسان

الموضوعات الرئيسية التي يجب على كل مستخدم لمعيار أيزو 26000 هي:
- حوكمة المنظمات
- حقوق الإنسان
- الممارسات العمالية
- البيئة
- عدالة ممارسات التشغيل
- قضايا المستهلكين
- المشاركة والتنمية المجتمعية